# 自然美
自然美生物科技股份有限公司，簡稱自然美生物科技以及自然美（英語：NATURAL BEAUTY BIO-TECHNOLOGY LIMITED，港交所：0157、OTCBB：NBBTF
），在1972年由蔡燕萍創立。
現時業務在台灣和全球經營各類美容行業，而股份則在2002年3月28日於香港交易所主板上市，招股價為0.7港元，發行股份為500,000,000股，而集資額為3.5億港元。
中國總部位於上海市静安区昌平路958号自然美大厦，以及香港中環皇后大道中99號中環中心35樓3512室，台灣總部位於台北市中正區館前路42號2樓。
2018年12月東森入主自然美，品牌更名為「東森自然美」，現階段為是全球第九大美容SPA (以線下據點家數計)。
東森自然美主要事業為製造及銷售沙龍級和專櫃美容保養品、健康食品以及精油等產品，並在直營及加盟水療中心(美容SPA)提供專業肌膚檢測及消費者客製化的肌膚護理服務。
銷售通路整合線下美容SPA、百貨公司專櫃，線上東森購物、草莓網、直銷等全通路。銷售市場由台灣、中國大陸、港澳，至馬來西亞、越南等東南亞市場。

## 代言人
- 劉嘉玲
- 蔣欣
- 賈永婕

## 外部連結
- 自然美官方網站 （页面存档备份，存于）
- 東森自然美Natural Beauty的Facebook專頁
- 東森自然美Natural Beauty的Instagram帳戶
- YouTube上的東森自然美Natural Beauty頻道
- 台灣公司資料 （页面存档备份，存于）